# Pilar Goya
Pilar Goya Laza  (Vitoria, 20 de septiembre de 1951) es una química y profesora española de investigación del Consejo Superior de Investigaciones Científicas (CSIC), presidenta de la Sociedad Química Europea desde 2018.

## Biografía
Nació en Vitoria en el seno de una familia muy conocida, Confiterías Goya, elaboradores de unos dulces muy tradicionales conocidos como vasquitos y nesquitas. Su padre era ingeniero aeronáutico, profesor de prestigio y uno de los fundadores de Iberia. La familia se trasladó a Madrid a la calle Goya, pero el trabajo de sus padres los llevó a EE. UU., por lo que Goya Laza se crio con sus abuelos maternos, en el barrio de Salamanca.
Estudió en el Instituto Británico de Madrid, y más tarde Ciencias Químicas en la Facultad de Química de la Universidad Complutense de Madrid (UCM), donde se doctoró. A Alfredo Pérez Rubalcaba, lo conocía con antelación, pero consolidaron su relación cuando coincidieron en la facultad. Al contrario que Rubalcaba, Goya continuó desarrollando su carrera como química. Después de licenciarse, se trasladó a Alemania con una beca otorgada por la Fundación Alexander von Humboldt, para hacer una estancia postdoctoral en la Universidad de Constanza, bajo la dirección del profesor W. Pfleiderer. Volvió a España a finales de los 70, y en 1979 contrajo matrimonio con Pérez Rubalcaba, con quien compartía inquietudes, intereses, carrera universitaria e ideales políticos.
La pareja vivió en Majadahonda, de donde solo salieron cuando Pérez Rubalcaba fue nombrado ministro del Interior. El tener que abandonar su casa causó disgusto a Goya Laza, pero fue necesario por motivos de seguridad.

## Vida profesional
Ha ejercido como investigadora del CSIC (Consejo Superior de Investigaciones Científicas), donde llegó a dirigir el departamento de Relaciones Internacionales. Desde 2001 es profesora de investigación. Ha sido evaluadora de proyectos del V y VI Programa Marco, principalmente de las Becas Marie Curie (Presidenta del Panel de Química) y de la CNEAI (Presidenta de la Comisión de Química). Sus líneas de investigación se encuadran en la química médica y en el diseño y síntesis de nuevos compuestos con actividad biológica como cannabinoides y ligandos PPAR para el SNC y la obesidad. Es autora de más de 150 publicaciones científicas y coinventora de una docena de patentes internacionales y ha dirigido 10 tesis doctorales.
Entre 2006 y 2015 fue directora del Instituto de Química Médica del CSIC. Durante un tiempo ocupó el cargo de vicepresidenta de la Real Sociedad Española de Química. También ha sido presidenta de la Sociedad Española de Química Terapéutica y vicepresidenta de la ONG Save the Children. En enero de 2018 fue nombrada presidenta de EuChemS (European Chemical Society). Goya es autora de más de 150 publicaciones científicas y ha publicado varios libros de divulgación científica, entre los cuales destaca El dolor (2011).